# عمارت سر در

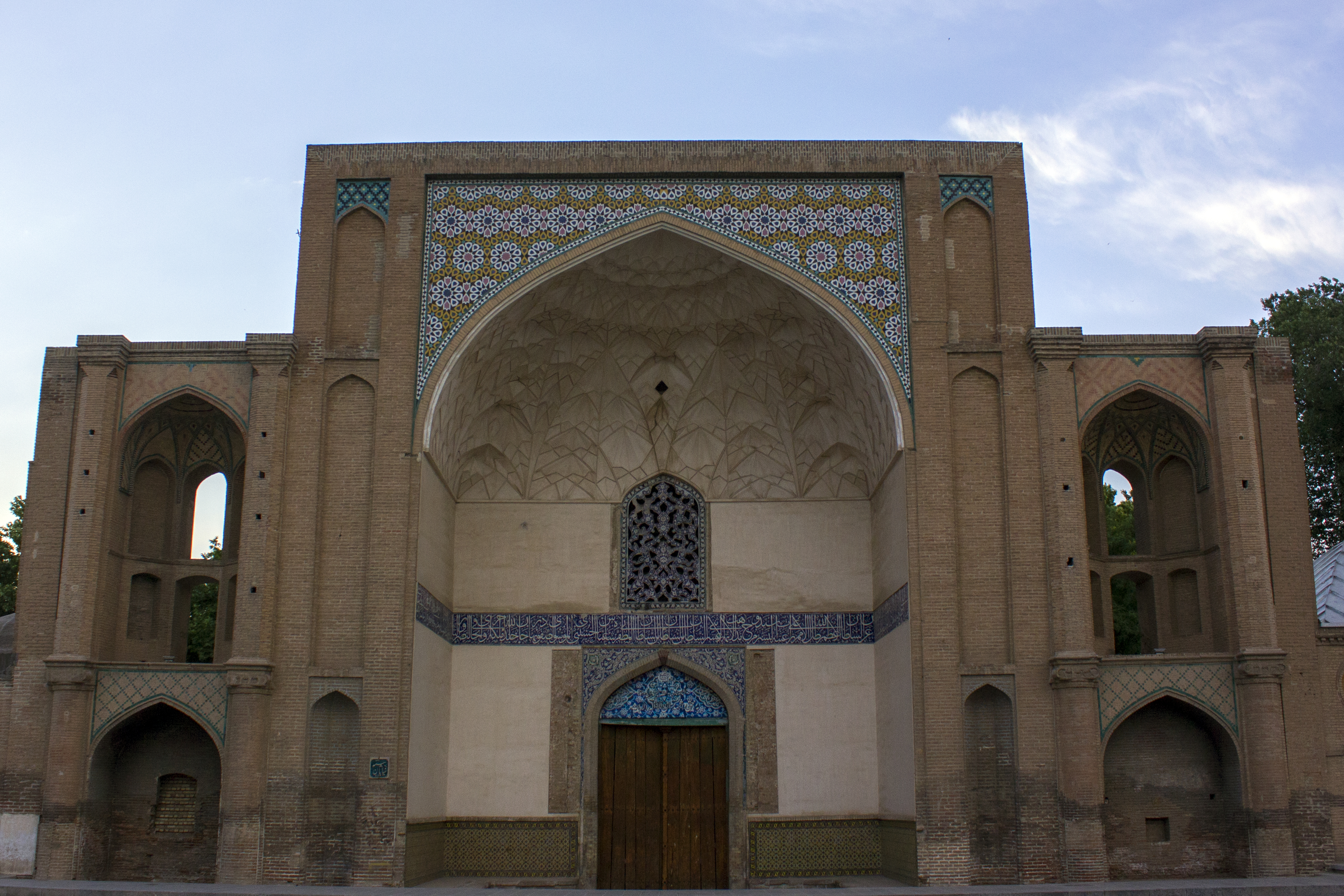
عمارت سردر عالی‌قاپو در قزوین

عمارت سر در یا سر در خانه محل استقرار عمارت سر در در طرح باغ گسترده ایرانی، در جداره دیوار بیرونی و مجاورت اصلی‌ترین راه دسترسی به باغ است. به لحاظ کارکرد، محل سکونت نگهبانان، باغبان و سایر کارکنان خدماتی باغ بوده است. در موارد معدودی از جمله عمارت عالی قاپو در اصفهان به عنوان سر در خانه ورود به باغ در باغ‌های همجوار با نقش جهان، عمارت سر در خانه اهمیت بسیاری پیدا می‌کند و متناسب با برگزاری مراسم سان و رژه و تجمع‌های تشریفاتی و مذهبی، در صورت ترکیبی از ایوان در طبقه دوم ساخته شده است.
بناهای سر در در حقیقت بیرونی باغ یا محل‌های پذیرایی باغ محسوب می‌شدند. گاهی هم به جای سردر یک در معمولی بود اما در مقابلش یک پرس بود یعنی دیواری مشبک که موجب می‌شد داخل باغ از بیرون مستقیماً قابل رویت نباشد.
در باغ‌های فاقد عمارت سر در پرس حاجب است و وظیفه دار سدنظر. پرس دیواری است مجزا، افراشته داخل باغ، فراروی در آیگاه، که اگر مشبک باشد پرسین یا پرچین نامیده می‌شود. به تفاوت پرس و پرسین را گیاهان رونده، سیزپوش کنند. کسان تا ورود به باغ از کم و کیف باغ بی خبرند.